# 1988 في المجر
فيما يلي قوائم الأحداث التي وقعت خلال عام 1988 في المجر.

## سياسة

### تعيين في المنصب
- 28 يونيو – برونو فيرينك ستروب رئيس المجر.

## رياضة
- 7 أغسطس – جائزة المجر الكبرى 1988 الفائز آيرتون سينا.

## مواليد

### فبراير
- 11 فبراير – زولتان سوبولا لاعب كرة سلة مجري.

### مارس
- 24 مارس – سابينا ماير لاعبة كرة يد مجرية.

### مايو
- 30 مايو – بيتر كوروتش لاعب كرة قدم مجري.

### يونيو
- 12 يونيو – آدم بينتر لاعب كرة قدم مجري.
- 12 يونيو – بلازس نيميث متسابق دراجات نارية مجري.

### يوليو
- 21 يوليو – أكوش إيليش لاعب كرة قدم مجري.

### سبتمبر
- 1 سبتمبر – غيرغو لوفرنتشيتش لاعب كرة قدم مجري.

### أكتوبر
- 16 أكتوبر – زولتان شتيبر لاعب كرة قدم مجري.

### نوفمبر
- 19 نوفمبر – ميليندا سزيكورا لاعبة كرة يد مجرية.

### ديسمبر
- 1 ديسمبر – ميهالي كورهوت لاعب كرة قدم مجري.
- 27 ديسمبر – أتيلا بلازس لاعب كرة مضرب مجري.
- 29 ديسمبر – أجنيس سافاي لاعبة كرة مضرب مجرية.

## وفيات

### سبتمبر
- 3 سبتمبر – فيرينتس شاش (مواليد 1915) لاعب كرة قدم مجري.

### أكتوبر
- 7 أكتوبر – شاندور بيرو (مواليد 1911) لاعب كرة قدم مجري.
- 8 أكتوبر – بال تيتكوش (مواليد 1908) لاعب كرة قدم مجري.